# 陳宗之 (崇禎舉人)
陳宗之（17世紀—17世紀），字玉立，南直隸蘇州府長洲縣人，明朝文人。

## 生平
陳宗之個性端方，精通古學古文，崇禎六年（1633年）癸酉科應天鄉試舉人，十六年（1643年）癸未科會試中副榜，授推官，他卻以雙親年老不到任而歸里。其詩文踏實不華麗。

## 著作
著有《持論古樂府》、《匏園賦》、《草山志》等。

## 家族
祖父陳光祖，萬曆元年舉人；父陳繼華，萬曆四十年舉人。

## 引用
1. 1 2 3  乾隆《長洲縣志·卷二十四·人物三》：陳宗之，字玉立，祖光祖、父繼華皆舉人。宗之攻苦力學，崇禎癸酉以春秋舉於鄉，癸未會試中乙榜，授推官，以親老辭歸。性端方沈篤，邃於古學，博洽多聞，詩文無纖靡之習，著有《持論古樂府》、《匏園賦》、《草山志》等書。
2. ↑  《古今圖書集成·理學彙編·文學典·第一百十八卷》：按《蘇州府志》：宗之，字玉立，長洲人。祖光祖、父繼華皆舉人，宗之攻苦力學，崇禎癸酉以春秋舉於鄉。癸未中會副，授推官。
3. ↑  錢海岳《南明史·卷九十四·列傳第七十》：（金俊明邑人）陳宗之，字玉立，崇禎六年舉於鄉。授推官，不赴。力學，工古文。